# Idrocefalo ostruttivo
L'idrocefalo ostruttivo, o non comunicante, è una forma di distensione anomala dei ventricoli cerebrali in cui la causa principale è da attribuirsi ad una qualche interferenza nel flusso del liquido cerebrospinale.

## Eziologia
Tale idrocefalo può essere dovuto ad una stenosi congenita oppure ad un'atresia del sistema ventricolare (come la sindrome di Dandy-Walker), o ancora può nascere in seguito ad un'infezione intracranica, o di rilevanza genetica per un'anomalia legata al cromosoma X, diventando in tal modo ereditaria.

## Storia
Dandy per primo distinse le varie forme di idrocefalo, identificanco quella ostruttiva per la localizzazione della lesione.